# Phuphena parallela
Phuphena parallela là một loài bướm đêm trong họ Noctuidae.